# Dorfkirche Rohrberg

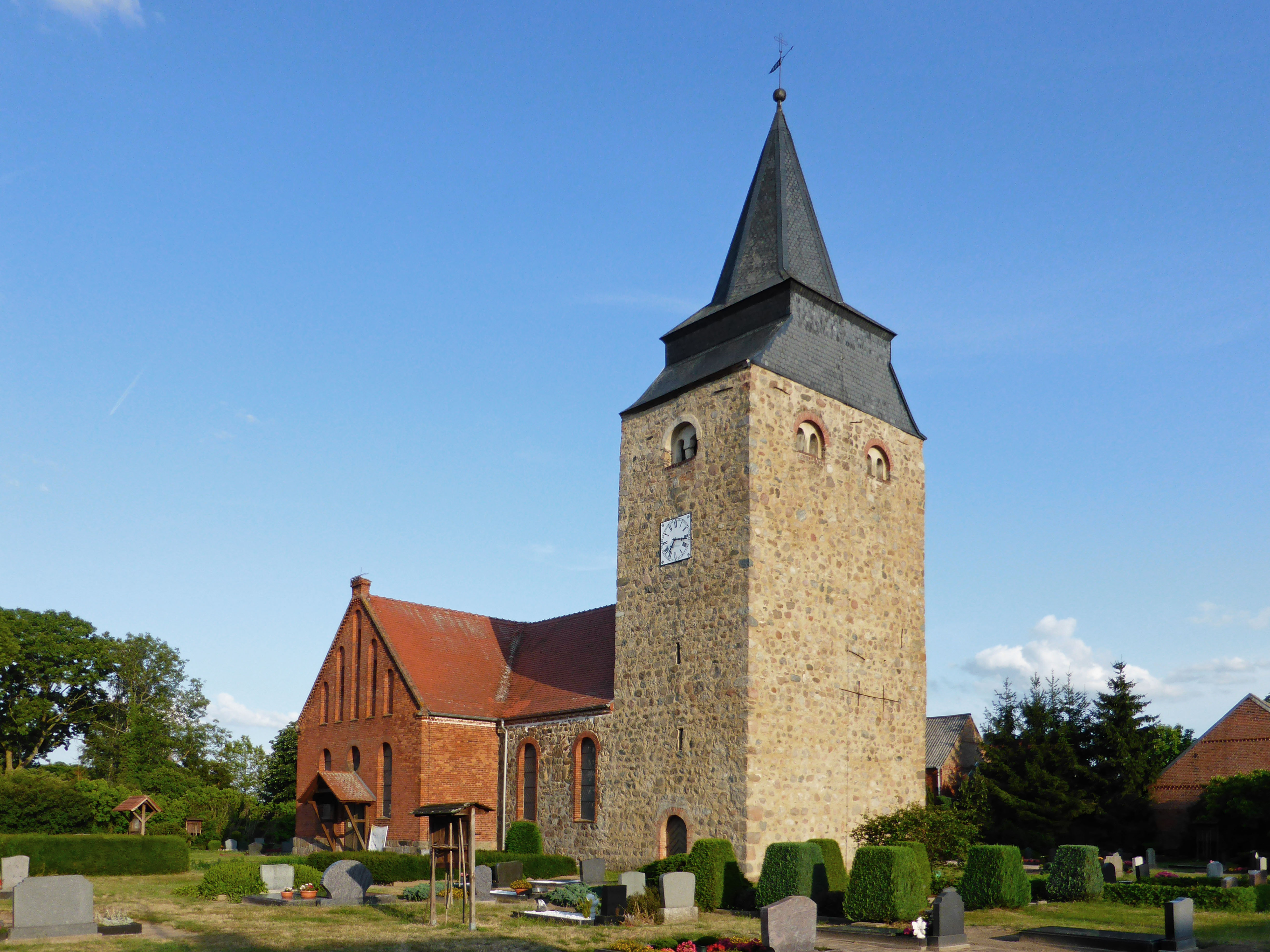
Die Kirche aus Richtung Nordwesten

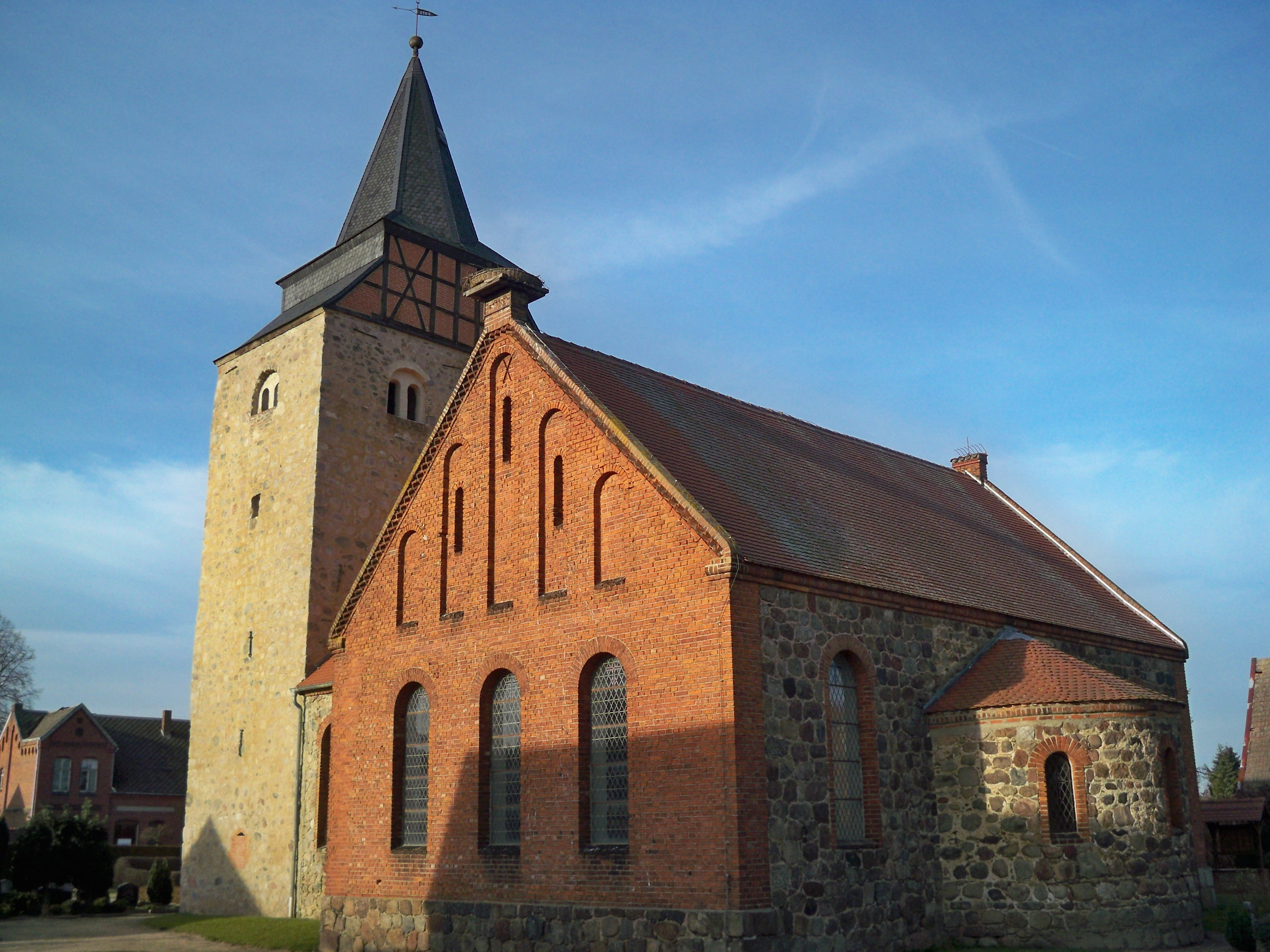
Die Kirche von Südosten

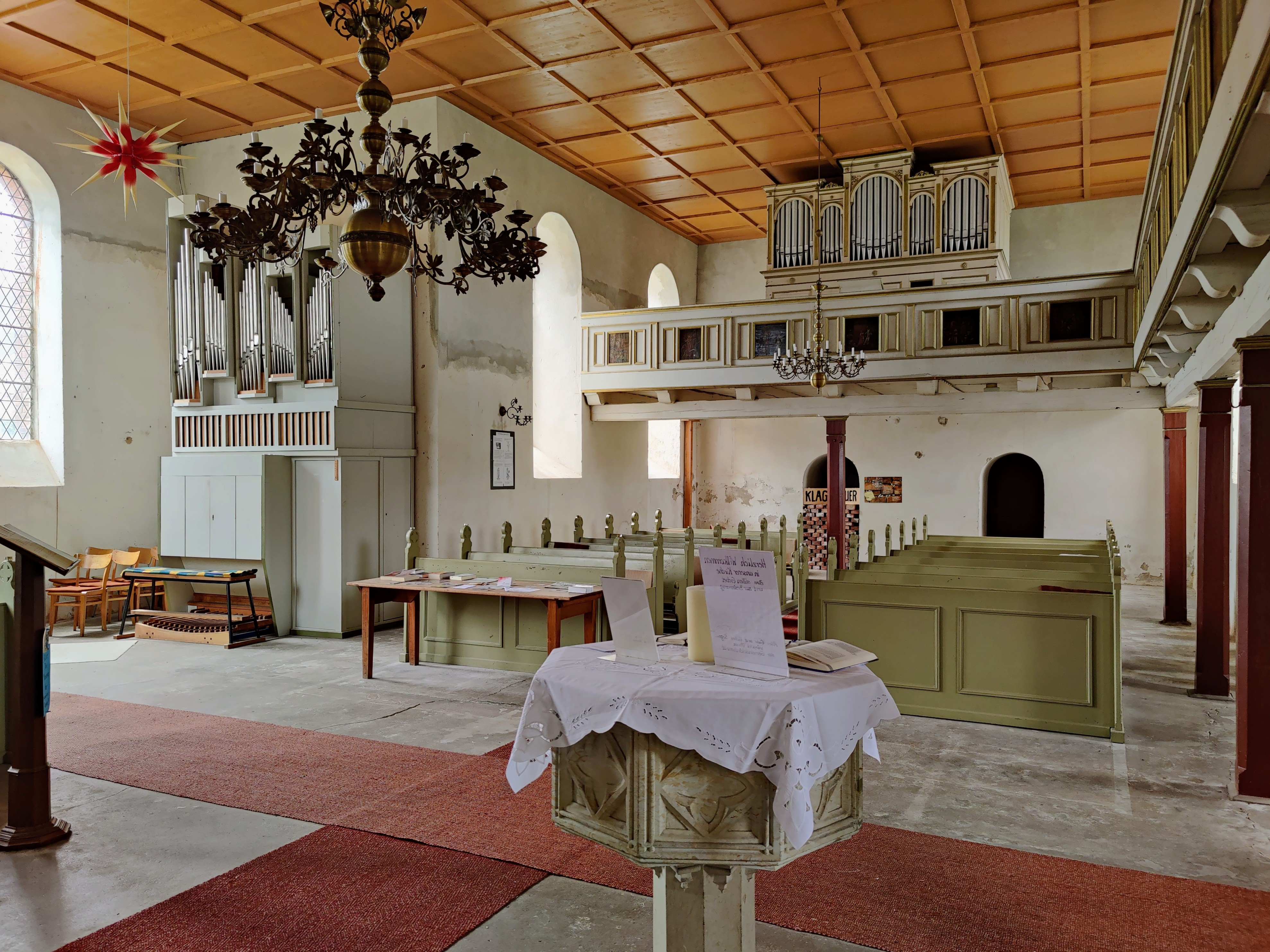
Innenraum (2021)

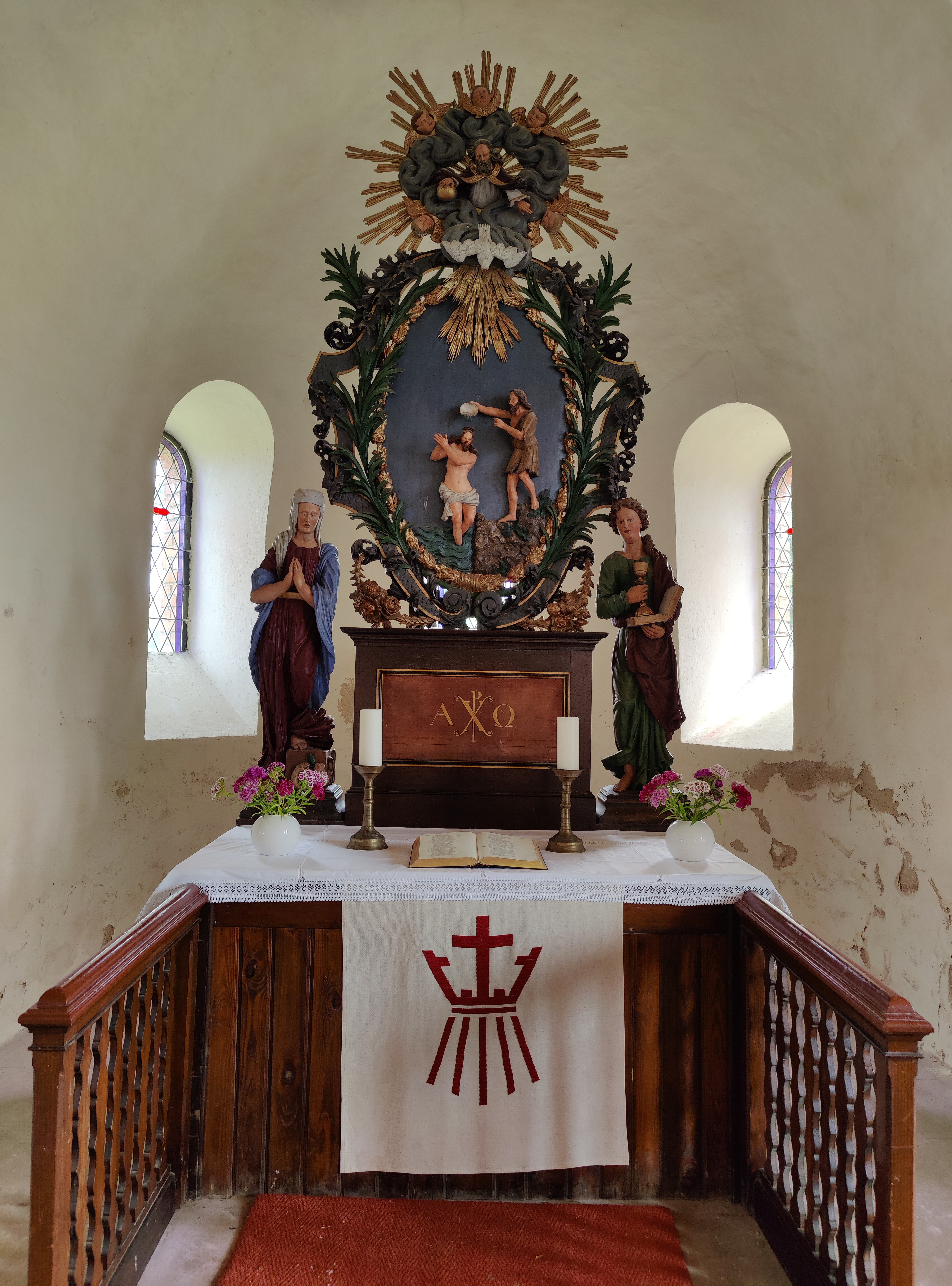
Altar

Die Dorfkirche Rohrberg ist eine spätromanische Dorfkirche in Rohrberg im Altmarkkreis Salzwedel im Nordwesten Sachsen-Anhalts. Sie ist eine Station an der Straße der Romanik und befindet sich im Zentrum Rohrbergs inmitten eines Friedhofs.

## Geschichte
Die Kirche wurde etwa in der zweiten Hälfte des 12. Jahrhunderts als Feldsteinkirche errichtet. Im 18. und 19. Jahrhundert wurde sie stark verändert. 1752 wurde auf dem Turm ein Fachwerkaufsatz als Glockengeschoss errichtet. 1884 wurde die Kirche so erweitert, dass ein kreuzförmiger Grundriss entstand. Das Querhaus wurde aus Backstein gemauert; auch die Ostwand erhielt Backsteinelemente. 1886 wurde die erste Orgel im Querhaus eingebaut. Sie wurde 1989 durch eine Orgel an gleicher Stelle ersetzt. 1999 wurde das Dach neu eingedeckt; 2004 und 2008 wurde der Turm saniert. In den Jahren 2017/2018 und 2022/2023 wurden starker Schwammbefall im Kirchendach beseitigt, die Decke erneuert und der Innenraum neu verputzt und gestrichen. 

## Architektur, Ausstattung und Nutzung der Kirche
Die Kirche ist eine Feldsteinkirche mit Westquerturm. Der Chor auf der Ostseite hat eine eingezogene Apsis. Der Turm ist durch rundbögige Schallöffnungen geprägt. Auf beiden Seiten des Kirchenschiffs befinden sich große Rundbogenfenster.
Im Inneren weist die Kirche eine hölzerne Flachdecke auf. Eine Empore verläuft auf der Nordseite und geht in die Orgelempore über. An ihr befinden sich 17 Bildtafeln, von denen 15 Szenen der Passion Christi zeigen. Einziger romanischer Ausstattungsgegenstand ist ein Taufstein. Eine von fünf Glocken ist eine Bronzeglocke aus dem Jahr 1337. Sie ist neben einer schwungvollen Ritzzeichnung mit einer männlichen Gestalt verziert. Darüber steht in Kleinbuchstaben: „ego sum hermanvs me fecit“ (Ich bin Hermann, der mich machte). Dies dürfte nach Einschätzungen von Experten eines der ältesten Künstlerporträts der mittelalterlichen Kunstgeschichte sein. Der früher gebräuchliche Beiname Alldagsche als Bezeichnung für die zweitgrößte Glocke in einem städtischen Geläut ist weiterhin ein Hinweis auf den städtischen Charakter der Siedlung. Die mit Schnitzereien reicht verzierte Kanzel stammt von 1691. Sie wird von einer hölzernen Mosesfigur getragen. Der ovale Schnitzaltar wurde 1700 eingeweiht. Eine Besonderheit ist ein zweites Taufbecken in Kelchform auf einem Würfelkapitell. Über der Sakramentsnische sind die Wappen der ehemaligen Kirchenpatrone, der Herren von Bartensleben (über zwei Getreidegarben springenden Wolf) und von der Schulenburg (drei Adlerfänge), angebracht.
Die Kirche ist Pfarrkirche der evangelischen Kirchengemeinde Rohrberg im Kirchenkreis Salzwedel der Evangelischen Kirche in Mitteldeutschland. Auf dem Dach brüten regelmäßig Weißstörche.